# Connarus congolanus
Connarus congolanus là một loài thực vật có hoa trong họ Connaraceae. Loài này được Schellenb. mô tả khoa học đầu tiên năm 1938.